# 艾德·蓋恩
爱德华·西奥多·盖恩（英語：Edward Theodore Gein，1906年8月27日—1984年7月26日）是美國十分有名的連環殺手。雖然他「只」犯了三級謀殺，但他對其受害者的所作所為卻震驚了整個世界。他犯了謀殺、毀屍、盜墓、食人和戀屍癖等罪。

## 童年
艾德·蓋恩出生在威斯康辛州的拉克羅斯郡，是乔治·菲利普·盖恩（George Philip Gein，1873–1940）和奥古斯塔·威廉明妮（Augusta Wilhelmine，原姓Lehrke；1878–1945）的次子。他的哥哥叫亨利·乔治·盖恩（Henry George Gein；1901–1944）。後來他的媽媽奥古丝塔為了不讓艾德和他的哥哥亨利受到外界的影響，決定搬家到沃沙拉县普莱恩菲尔德（Plainfield）。艾德只被允許去學校上學而不被允許交任何朋友。艾德的媽媽奧古絲塔是一個思想病態的精神病患者，她認為除了她之外所有女人都是妓女。艾德受其影響甚深，故此他從未約會過，而且一直是處男。在艾德心中，母親擁有崇高的地位。
1945年12月29日，奥古丝塔68歲時因癌症逝世，39歲的艾德無法控制地哭泣。对他來說，媽媽是他生命中唯一的女人。在警方後來的搜索中，除了奥古丝塔的臥室以外，屋內所有房間都髒亂不堪，這顯示奥古丝塔在艾德心中崇高的形象。從他母親去世開始，他扭曲的性格開始顯露，他先是把母親的屍體保留在家中，到後來更為了滿足他對女性的慾望而去盜墓，把屍體剝皮並縫製成人偶。

## 謀殺
警方在1957年11月16日開始調查雜貨店主柏妮絲·沃登（Bernice Worden）失蹤一案，他們懷疑蓋恩牽涉此案。警方進入他的房子，他們在廚房里發現了店主的屍體。另外他們在臥室發現一顆頭顱，人皮做的燈罩和椅子、頭骨做成的湯碗、被當作麵包來烤的人心、嘴唇做成的項鍊、臉皮和乳房做成的背心、乳頭做成的皮帶以及木乃伊人皮面具。警方在他家中搜出了約15具已被肢解而不能確認身份的女性屍體，但艾德只承認從墳墓中挖出8具屍體。在詢問之下，艾德很大方的便承認最近自己曾經挖過墓，並將一個剛葬不久的中年女性屍體帶回家，被砍掉腦袋、挖空內臟的屍體被倒吊在架子上，並用她的皮來做手工藝品。在更深入的質詢下，艾德也承認謀殺了一位1954年失蹤的酒店職員瑪麗·霍根（Mary Hogan）。蓋恩還坦承，他會穿上這些人皮服，假裝自己是自己的母親。

## 審判
由於他的慢性精神障礙，因此被判無罪。他先被送到中央國家犯罪精神病院（Central State Hospital for the Criminally Insane，即現今的道奇懲教所（Dodge Correctional Institution）），後轉送至位於威斯康辛州麦迪逊的门多塔精神卫生研究院（Mendota Mental Health Institute）渡過他的餘生，在罹癌多時之後於1984年7月26日不治去世。葬於其母墓側。

## 相關電影
- 驚魂記 （1960年上映）
- 德州電鋸殺人狂 （The Texas Chainsaw Massacre，1974年上映）
- 沉默的羔羊 （1991年上映）
- 盗屍殺人狂 （Ed Gein，2000年上映）
- 貝茲旅館（2013年首播）

## 外部連結
- 罪犯圖書館中有關艾德·蓋恩的文章 （页面存档备份，存于） （英文）